# Daihatsu New Global Architecture
Daihatsu New Global Architecture (сокр. DNGA) — модульная цельная автомобильная платформа, на которой выпускаются различные автомобили Daihatsu и их ребеджинговые варианты под брендами Toyota, Subaru и Perodua. Представленная в 2019 году, платформа предназначается для автомобилей, выпускаемых для японского рынка и зарубежных развивающихся рынков. Несмотря на название, платформа DNGA не имеет ничего общего с платформой TNGA.

## Описание
Платформа Daihatsu New Global Architecture была анонсирована в июне 2019 года, когда было представлено четвёртое поколение Daihatsu Tanto. Mira e:S второго поколения и Mira Tocot, выпущенные в 2017 году (до появления четвёртого поколения Tanto), относились к автомобильной категории DNGA. В 2019 году компания Daihatsu пересмотрела определение DNGA, что означает, что обе модели не классифицируются как транспортные средства DNGA. Вместо этого была использована устаревшая переходная платформа, которая является основой платформы DNGA до усовершенствования.
По словам Daihatsu, платформа DNGA разрабатывается с учётом электрификации, автономного вождения и подключения, что называется «CASE» (Connected, Automated Driving, Sharing, Electrification).
Большинство компонентов для платформы DNGA были разработаны «с нуля», а все компоненты, такие как подвеска и точки её крепления, днище, двигатель, трансмиссия и сиденье, были переработаны для оптимального и стандартизированного размещения компонентов для достижения желаемой производительности и качества без увеличения затрат. Структура деталей шасси была обтекаема, а количество деталей было уменьшено для снижения массы.
Платформа DNGA позволяет увеличить долю совместного использования запчастей более 75% для кей-каров и 80% для моделей сегментов A и B. Это позволяет разрабатывать новые модели до внедрения платформы в 1,5 раза быстрее. Поскольку производственные предприятия могут использовать общую сборочную линию для моделей DNGA, капитальные вложения на внедрение нового продукта также сокращаются на 30%. При полном использовании DNGA количество платформ, производимых Daihatsu, могут сократиться с 7 до 4 типов.
Несмотря на то, что название Daihatsu New Global Archutecture схоже с названием Toyota New Global Architecture, ни в одном источнике нет упоминаний о том, что платформа связана с TNGA. Руководители Daihatsu заявили, что компания не стремится к существенной общности с платформами Toyota.

## Модельный ряд
На платформе DNGA выпускаются кей-кары, городские и субкомпактные автомобили для развивающихся рынков.

### Кей-кары
- Daihatsu Tanto/Subaru Chiffon — LA650 (2019 — настоящее время)[12][13][14]
- Daihatsu Taft — LA900 (2020 — настоящее время)[15]
- Daihatsu Hijet Cargo/Atrai/Toyota Pixis Van/Subaru Sambar Van/Sambar Dias — S700 (2022 — настоящее время, задний привод)[16]
- Daihatsu Move Canbus — LA850 (2022 — настоящее время)[17]

- Daihatsu Tanto / Subaru Chiffon
- Daihatsu Tanto Custom / Subaru Chiffon Custom
- Daihatsu Taft
- Daihatsu Hijet Cargo / Toyota Pixis Van / Subaru Sambar Van
- Daihatsu Atrai / Subaru Sambar Dias
- Daihatsu Move Canbus

### A-сегмент (DNGA-A)
- Daihatsu Rocky/Toyota Raize/Subaru Rex/Perodua Ativa — A200/A250/A270 (2019 — настоящее время)[18][19][20]
- Daihatsu Ayla/Toyota Agya/Toyota Wigo/Perodua Axia — A350/A300 (2023 — настоящее время)[21][22][23]

- Daihatsu Rocky
- Toyota Raize
- Subaru Rex
- Perodua Ativa
- Daihatsu Ayla
- Toyota Agya
- Perodua Axia

### B-сегмент (DNGA-B)
- Daihatsu Xenia/Toyota Avanza/Toyota Veloz/Perodua Alza — W100/W150 (2021 — настоящее время)[24]
- Toyota Vios/Yaris/Yaris Ativ — AC100 (2022 — настоящее время)[25]
- Toyota Yaris Cross — AC200 (2023 — настоящее время)[26]

- Daihatsu Xenia
- Toyota Avanza
- Toyota Veloz
- Perodua Alza
- Toyota Vios/Yaris/Yaris Ativ
- Toyota Yaris Cross